# 桂文蝶
桂 文蝶（かつら ぶんちょう）は、落語家の名。

結び柏は、桂文蝶の定紋である。

- 桂文蝶 - 天保時代からすでに東西の番付等に確認できる。前座名であった為か何人いたか不明。（『落語系圖』には初代桂文治、3代目桂文治の門に確認できる。）
- 桂文蝶 - 江戸では江戸4代目桂文治の門人として武蔵の国程ヶ谷宿薬種店河内屋の倅で本名を河内屋栄治。文丸から初代桂文太郎、嘉永から安政初期に桂文蝶となった。明治初年には没。音曲に秀でた。
- 桂文蝶 - 後の2代目桂米喬。
- 桂文蝶 - 3代目桂文枝の門下に確認できる。

桂 文蝶（かつら ぶんちょう、1888年 - 1977年）は、上方落語家。本名、池田 竹蔵。長命で大阪（上方落語）での明治生まれの最後の落語家。
元は三遊亭志ん蔵等と共に素人落語をやっていた。
1918年ともいわれる頃から師匠不明だが燕若を名乗っていたという、後に桂文治郎の門下になり文蝶に改名。
1921年頃から吉本の傘下に名が見える。その時からすでにヘタリ（囃子方）を勤めていたようで戦後も戎橋松竹、千日劇場、道頓堀角座などのヘタリをやっていた、戦後は引退同然であったが、のちの「上方落語四天王」（6代目笑福亭松鶴、3代目桂米朝、5代目桂文枝、3代目桂春團治）などに貴重な古いネタを伝承した。2代目桂枝雀も「八五郎坊主」をつけてもらっていると著書で語っている。
好物は柿であったそうである。また、趣味は釣りであったらしい（米朝は「馬の尾」で語っている）。
笑福亭松葉が入門後、高座名が「松葉」に決まったと文蝶に告げると「よかったでんなあ。うちのお師匠さん（文治郎）の名前だっせ」と喜んだという。
1976年に引退披露を行い、翌年に亡くなった。
『古今東西噺家紳士録』に「歌根問」が枝雀が稽古をつけてもらった時に録音したものが収録されている。他にも数点稽古のために録音したネタが残されている。
「動物園」の登場人物の園長の池田はこの文蝶の本名に由来する。